# 유지인
유지인(兪知仁, 본명: 이윤희(李允熙), 1956년 1월 27일 ~ )은 대한민국의 배우이다.
그녀는 대한민국 여자 석사 배우 1호라 일컬어지는 선배 영화 배우 윤정희에 이어 대한민국 여자 석사 배우 2호라 불리고 있다.

## 학력
- 중앙대학교 사범대학 부속여자고등학교 (졸업)
- 중앙대학교 연극영화학과 학사
- 중앙대학교 대학원 연극영화학과 예술학 석사 (배우의 성격창조에 관한 연구 : 욕망이라는 이름의 전차를 중심으로)

## 생애
1956년 사천시에서 출생한 유지인은 비교적 유복한 가정에서 자랐는데, 영화배우 데뷔할 당시(1974년) 그녀의 아버지는 육군 대령 예편 7년차의 시기였다.
그녀의 부친은 육사 10기 및 보병학교 출신으로 1967년 대한민국 육군 대령 예편하였으며 한국 전쟁(3년간 참전)과 베트남 전쟁(1년간 참전)에 참전한 공적이 있다.
그녀는 여고 3학년이던 1973년 연극배우 첫 데뷔하였고 이어 같은 해 1973년 TBC 동양방송 공채 탤런트 14기로 입사하였으며 1974년 중앙대 연극영화학과 1학년에 재학 중이던 유지인은 대학생 대상 잡지에 표지모델로 실린 사진이 눈에 띄어 연방영화사와 주간한국이 공동으로 모집한 신인배우 모집에서 무려 2300대 1의 경쟁률을 뚫고 1974년 영화 ′그대의 찬손'으로 영화배우 데뷔하였다.
《그대의 찬 손》이라는 영화 작품은 인기 작가였던 강신재의 소설을 영화화한 작품이었는데, 유지인이라는 예명도 유치원 보모였던 주인공 '지인'의 이름에서 비롯됐고 흥행에도 비교적 성공한다.
1975년 TBC 드라마 님이 성공하고 《쥬단학화장품》(現 《한국화장품》)의 전속 모델이 되면서 스타덤에 오른다.
이후 1977년까지 매년1~3편의 영화에 지속적으로 출연하였고 1977년 TBC 드라마 《서울야곡》이 높은 시청률을 기록하면서 1977년 같은 해 TBC 드라마 《청실홍실》의 주연인 장미희·정윤희와 함께 1970~80년대 트로이카를 구축하며 브라운관과 영화계를 이끄는 대스타로 성장하며 최고의 인기를 얻는 스타가 된다.
1978년 영화 《마지막 겨울》이 흥행에 성공하면서 흥행 배우로서의 입지를 다지고 1979년 흥행 1위를 기록한 《내가 버린 남자》를 비롯해 《26×365=0》, 《청춘의 덫》, 《불행한 여자의 행복》, 《가시를 삼킨 장미》 등의 영화들을 히트시켰으며 그 해 《심봤다》로 여자 트로이카 배우들 중 처음으로 대종상 여우주연상을 수상하며 1979년을 완전히 자신의 해로 만들었다.
1980년에 제작된 이두용 감독의 《피막》으로 한국영화사상 최초로 3대 국제 영화제 중 베니스국제영화제 본선에 진출하며 한국영화 세계화의 초석이 된다.
당시 중앙대 연극영화학과에 재학 중이었던 그녀는 예비역 육군 대령의 딸이라는 사실이 알려지면서 화제가 되기도 했다.
그 당시 닮고 싶은 여성상 1위기도 했고 몇 년 동안 연예인 소득 1위를 고수했다. 1950년대 생 여자 배우 최초로 석사 학위를 취득해 화제가 되기도 했다. 1970년대 후반 TBC 전속 탤런트인 장미희, 정윤희와 함께 여자 배우 트로이카를 이루고 치열한 경쟁을 벌이며 1970~80년대를 풍미했다. 1986년에는 예비역 대한민국 육군 군의관 대위 출신의 치과 의사와 결혼하면서 동시에 연예 분야 은퇴, 이후 16년만인 2002년 이혼과 동시에 전격 복귀하며 현재 KAC 한국예술원 교수로 재직 중이다.

## 출연작

### TV 드라마
- 1975년 TBC 일일드라마 《님》
- 1975년 TBC 일일사극 《매화》
- 1976년 TBC 일일연속극 《맏며느리》
- 1976년 TBC 토요드라마 《결혼행진곡》
- 1976년 TBC 주말연속극 《젊은 그들》
- 1977년 TBC 금요드라마 《서울야곡》 ... 나영 역
- 1977년 TBC 주말연속극 《재혼》
- 1978년 TBC 대하드라마 《상노》
- 1978년 TBC 일일드라마 《언약》
- 1978년 TBC 금요드라마 《겨울새》
- 1979년 TBC 주말연속극 《사랑도 미움도》
- 1979년 TBC 주말연속극 《잃어버린 겨울》
- 1979년 TBC 테마드라마 《종이달》
- 1980년 KBS2 일요드라마 《달리는 사람들》
- 1981년 KBS1 TV문학관 《일월》
- 1981년 KBS2 일일연속극 《약속의 땅》
- 1981년 KBS2 주말연속극 《환상의 공포》
- 1982년 KBS2 목금드라마 《아내》 ... 서현자 역
- 1982년 KBS2 목금드라마 《여자의 강》 ... 서경주 역
- 1982년 KBS1 특집드라마 《맥토》
- 1982년 KBS1 일일연속극 《보통 사람들》
- 1982년 KBS1 단막극 《TV 문학관 - 묵시의 바다》 ... 박경화 역
- 1982년 KBS2 목금드라마 《여자의 강》
- 1983년 KBS1 특집드라마 《기도》
- 1984년 KBS1 신년특집극 《탈선 춘향전》 ... 성춘향 역
- 1984년 KBS1 일일연속극 《가족》
- 1984년 KBS2 주간드라마 《유쾌한 8도강산》
- 1985년 KBS1 특집드라마 《찬란한 아침》
- 1985년 KBS2 주말연속극 《초원에 뜨는 별》
- 1985년 KBS2 화요드라마 《태평무》
- 1986년 KBS1 특집드라마 《원효대사》 ... 요석공주 역
- 1995년 KBS2 아침드라마 《여울》 ... 윤문주 역
- 1997년 MBC 청춘시트콤 《남자 셋 여자 셋》
- 1998년 SBS 주간시트콤 《LA아리랑》
- 2002년 MBC 수목 미니시리즈 《삼총사》 ... 박정혜 역
- 2003년 MBC 주말연속극 《회전목마》 ... 전 여사 역
- 2004년 KBS2 일일시트콤 《달래네 집》
- 2004년 KBS1 일일연속극 《금쪽같은 내 새끼》 ... 강성애 역
- 2005년 MBC 설특집드라마 《해후》 ... 정숙 역
- 2007년 KBS2 월화 미니시리즈 《못된 사랑》 ... 인정 모 역
- 2007년 SBS 주말 특별기획 《칼잡이 오수정》 ... 심월도 역
- 2007년 SBS 일일연속극 《그 여자가 무서워》 ... 김 여사 역
- 2009년 MBC 월화 미니시리즈 《내조의 여왕》 ... 태준 모 역(특별출연)
- 2009년 SBS 주말 특별기획 《찬란한 유산》 ... 환의 모, 오영란 역
- 2010년 SBS 월화 미니시리즈 《별을 따다줘》 ... 나주순 역
- 2010년 MBC 아침드라마 《분홍 립스틱》 ... 정말자 역
- 2010년 MBC 월화드라마 《역전의 여왕》 ... 오미순 역
- 2011년 SBS 드라마 스페셜 《49일》 ... 지현 모, 정미옥 역
- 2011년 SBS 아침연속극 《미쓰 아줌마》 ... 이미옥 역
- 2011년 KBS2 월화 미니시리즈 《스파이 명월》 ... 리옥순 역
- 2012년 KBS2 주말연속극 《넝쿨째 굴러온 당신》 ... 엄보애 역
- 2012년 SBS 아침드라마 《너라서 좋아》 ... 구애랑 역
- 2013년 MBC 주말연속극 《사랑해서 남주나》 ... 이혜신 역
- 2014년 SBS 아침연속극 《청담동 스캔들》 ... 최세란 역
- 2015년 SBS 일일연속극 《마녀의 성》 ... 양호덕 역

### 영화
- 1974년 《그대의 찬 손》
- 1974년 《광화사》
- 1974년 《나상》
- 1974년 《환녀》
- 1975년 《태백산맥》
- 1975년 《정형 미인》 ... 윤옥 역
- 1976년 《돌아온 팔도강산》
- 1976년 《푸른 꿈을 가득히》
- 1977년 《너는 달 나는 해》 ... 현아 역
- 1978년 《사랑과 죽음의 기록》
- 1978년 《마지막 잎새》
- 1978년 《마지막 겨울》
- 1978년 《생사의 고백》
- 1978년 《오빠가 있다》
- 1979년 《경찰관》
- 1979년 《사랑의 조건》
- 1979년 《내가 버린 남자》 ... 명숙 역
- 1979년 《심봤다》
- 1979년 《가시를 삼킨 장미》
- 1979년 《불행한 여자의 행복》
- 1979년 《26 X 365 = 0》
- 1979년 《청춘의 덫》
- 1979년 《영녀》
- 1979년 《불행한 아이의 행복》
- 1980년 《갑자기 불꽃처럼》
- 1980년 《바람 불어 좋은 날》 ... 명희 역
- 1980년 《피막》
- 1980년 《그 여자 사람잡네》
- 1980년 《그때 그사람》
- 1980년 《낯선 곳에서 하룻밤》
- 1980년 《마지막 밀애》
- 1980년 《매일 죽는 남자》
- 1980년 《아낌없이 바쳤는데》 ... 연하 역
- 1980년 《여자의 방》
- 1980년 《팔불출》
- 1980년 《화려한 경험》
- 1980년 《휴가받은 여자》
- 1981년 《메아리》
- 1981년 《그 사랑 한이 되어》 ... 혜련 역
- 1981년 《미워할 수 없는 너》
- 1981년 《별들의 고향 3》
- 1981년 《고래섬 소동》
- 1981년 《내 모든 것을 빼앗겨도》
- 1981년 《도시로 간 처녀》 ... 문희 역
- 1981년 《사랑이 꽃피는 나무》
- 1983년 《아내》
- 1984년 《그해 겨울은 따뜻했네》 ... 수지 역
- 1988년 《미리 마리 우리 두리》 ... 마리 역

### 연극
- 1975년 《상록수》 ... 채영신 역(여자 주인공)

### TV 프로그램
- 1982년 KBS 《신춘 폭소대회》
- 1990년 KBS 《안전운전 365일》 - 유지인의 운전교실
- 2002년 SBS 《잘먹고 잘사는 법》
- 2011년 KBS1 《상상오락관》 - 고정 패널
- 2012년 JTBC 《닥터의 승부》 - 패널

### 라디오 프로그램
- 2003년 KBS 3라디오 《유지인의 음악편지》 - DJ

### 광고
- 1985년 라미화장품 라피네 이사벨
- 1985년 논노패션
- 1988년 한미약품 이오일
- 1991년 ~ 1992년 LG전자 (싱싱 냉장고 "그린그린", 여유만만 세탁기, 바이오 팬히터, 동글이 청소기, 인공지능 전자레인지, 뚝배기 전자레인지, 가마솥 보온 밥솥)
- 1992년 LG생활건강 수퍼타이
- 1993년 CJ제일제당 태양초 고추장
- 1993년 ~ 1994년 삼양식품 (삼양라면, 대관령 김치라면, 삼양 콩간장, 삼양 육개장 큰냄비)
- 2000년 대웅제약 베아제 (with 김규리, 김석훈, 박인환, 윤문식)
- 2012년 ~ 현재 유한킴벌리 디펜드
- 2013년 영양군청 영양 고추

## 수상
- 1977년 TBC 연기대상 인기상
- 1978년 TBC 연기대상 인기상
- 1979년 TBC 연기대상 최우수여자연기상
- 1979년 제18회 대종상 여우주연상 《심봤다》
- 1980년 제16회 백상예술대상 여자최우수연기상 《심봤다》
- 1980년 제26회 아시아태평양영화제 특별 연기상 《가시를 삼킨 장미》